# Leucania tricuspis
Leucania tricuspis là một loài bướm đêm trong họ Noctuidae.